# Brevet (Urkunde)
Brevet ist ein veralteter und nur noch selten anzutreffender Begriff für eine Schutz-, Verleihungs- oder Ernennungsurkunde. In der Schweiz wird er für einen Prüfungsausweis verwendet. In Frankreich wurde ein Gnadenbrief des Königs als Brevet bezeichnet.
Im Tauchsport wird der Tauchschein, zum Beispiel nach CMAS oder PADI, auch als Brevet bezeichnet. Solche Brevets sind heute üblicherweise Plastikkarten in Kreditkartengröße, die ähnlich einem europäischen Führerschein den Namen, Ausbildungsgrad und ein Foto des brevetierten Tauchers zeigen.